# Leucanthiza forbesi
Leucanthiza forbesi är en fjärilsart som beskrevs av Bourquin 1962. Leucanthiza forbesi ingår i släktet Leucanthiza och familjen styltmalar. Inga underarter finns listade i Catalogue of Life.